# Phrynella pulchra
Phrynella pulchra е вид земноводно от семейство Microhylidae.

## Разпространение
Видът е разпространен в Индонезия, Малайзия и Тайланд.